# ヘスス・デ・ロス・アンヘレス・アイセ・ソトロンゴ
ヘスス・デ・ロス・アンヘレス・アイセ・ソトロンゴ（スペイン語: Jesús de los Ángeles Aise Sotolongo、朝鮮語: 헤수스 델 로스 앙헬레스 아이세 소톨롱고）は、キューバの外交官、大使。2015年12月21日に万寿台議事堂で最高人民会議常任委員会の金永南委員長に信任状を捧呈。爾後、在朝鮮民主主義人民共和国大使を務めている。

## 在朝鮮民主主義人民共和国大使として
デ・ロス・アンヘレスが在北朝鮮大使として在任中の2016年11月25日、キューバの指導者フィデル・カストロが逝去。同月28日、金正恩元帥が黄炳瑞総政治局長や金桂官外務省第1副相を引き連れて平壌市内にある駐朝キューバ大使館を訪問し、デ・ロス・アンヘレス大使を筆頭とするキューバ大使館員に迎え入れられ、あらかじめ送っていた花輪の前で幹部と共にフィデル・カストロに対する黙祷を捧げ、弔意録に「卓越した指導者はたとえ逝去したが、彼の名前と業績はわれわれみんなの記憶の中にとわに生きるだろう。／偉大な同志、偉大な戦友を失った痛みを抱いて／金正恩」と記帳した。
フィデル・カストロの一周忌を迎えた2017年11月25日、駐朝キューバ大使館で開催される追慕行事のために金正恩元帥から花籠を贈呈され、同大使館内に掲げられたフィデル・カストロの写真と正対する形で花籠が供えられた。昨年の告別式とは異なり金正恩元帥の出席はなかったが、朝鮮キューバ団結委員会の金承斗委員長、朝鮮労働党中央委員会の劉明善副部長、人民武力省の副相を務める金炯龍陸軍上将、許用福外務省副相らが同大使館で行われた追慕行事に参加した。これを迎え入れたデ・ロス・アンヘレス大使を筆頭とする大使館員たちは、来訪した共和国の要人と共にフィデル・カストロを追憶し、昨年に金正恩元帥が直々に弔問に訪れたことなどについて触れた上で、朝鮮とキューバの友誼のバトンを今後世代が変わっても受け継ぐことを確認し合った。